# Lista odcinków serialu Podejrzany
Poniżej znajduje się lista odcinków serialu telewizyjnego Podejrzany – emitowanego przez amerykańską stację telewizyjną ABC od 1 marca 2015 roku do 4 grudnia 2016 roku Powstały dwie serię, które składają się łącznie z 20 odcinków. W Polsce serial był emitowany od 2 marca 2015 roku do 28 listopada 2016 roku przez AXN.
| Sezon | Sezon | Odcinki | Oryginalna emisja | Oryginalna emisja | Oryginalna emisja | Oryginalna emisja | Oryginalna emisja |
| Sezon | Sezon | Odcinki | Premiera sezonu   | Finał sezonu      | Premiera sezonu   | Finał sezonu      |                   |
| ----- | ----- | ------- | ----------------- | ----------------- | ----------------- | ----------------- | ----------------- |
|       | 1     | 10      | 1 marca 2015      | 3 maja 2015       | 2 marca 2015      | 4 maja 2015       |                   |
|       | 2     | 10      | 25 września 2016  | 4 grudnia 2016    | 26 września 2016  | 28 listopada 2016 |                   |

## Sezon 1 (2015)
| 1 | 1  | The Trail      | Charles McDougall | Barbie Kligman                  | 1 marca 2015     | 2 marca 2015     |
| Ben Crawford podczas porannego biegania w lesie znajduje ciał pięcioletniego chłopca, Toma Murphy'ego. Detektyw Andrea Cornell prowadzi tę sprawę. Pierwszym podejrzanym staje się Ben. Media zamieniają życie rodzinny Crawford w koszmar, a on sam traci wszystkie zlecenia prac malarskich. Ben w końcu zgadza się na testy DNA, a jego wynik jest szokujący. Okazuje się, że Crawford był ojcem Toma. |    |                |                   |                                 |                  |                  |
| 2 | 2  | The Father     | Timothy Busfield  | Barbie Kligman                  | 1 marca 2015     | 2 marca 2015     |
| Jessie wierzy, że Ben nie zabił jej syna. Sądzi, że zabójstwa dokonał jej był mąż, Scott. Ben przez przypadek podsłuchuje rozmowę telefoniczną swojej córki Natalie, która spotyka się z byłym mężem Jess. Koroner potwierdza przyczynę śmieci Toma, którym było uderzenie w głowę tępym narzędziem, latarką. Do mediów wycieka informacja, kto jest biologicznym ojcem chłopca. Odbywa się pogrzeb Toma. Christy wypytuje Bena, kiedy przespał się z Jess. Okazuje się, że to był dzień kiedy jego żona poddała się aborcji. Scott grozi Benowi, że jeśli nie pójdzie do więzienia, to go zabije. |    |                |                   |                                 |                  |                  |
| 3 | 3  | The Affair     | Paul McCrane      | Andrew Wilder                   | 8 marca 2015     | 9 marca 2015     |
| Ben kupuje broń do samoobrony. Wychodzi na jaw, że Scott ma roman z siostrą Jess, Nicole. Crawford dziwnym trafem znajduje latarkę w swoim samochodzie. Bojąc się podejrzenia, chowa ją w swoim garażu. Cornell żądza paragonu na zakup latarki. Ben znajduje w zakupach test ciążowy, który okazuje się być kupiony dla Natalie. Cornell zamierza przesłuchać Dave'a |    |                |                   |                                 |                  |                  |
| 4 | 4  | The Sister     | Kate Dennis       | Alfonso H. Moreno               | 15 marca 2015    | 16 marca 2015    |
| 5 | 5  | The Jacket     | Adam Arkin        | Pamela Davis                    | 22 marca 2015    | 23 marca 2015    |
| 6 | 6  | The Confession | Kate Dennis       | Chitra Elizabeth Sampath        | 29 marca 2015    | 30 marca 2015    |
| 7 | 7  | The Cop        | Nick Copus        | Judith McCreary                 | 12 kwietnia 2015 | 13 kwietnia 2015 |
| 8 | 8  | The Son        | Laura Innes       | Andrew Wilder                   | 19 kwietnia 2015 | 20 kwietnia 2015 |
| 9 | 9  | The Mother     | Matt Penn         | Pamela Davis, Judith McCreary   | 26 kwietnia 2015 | 27 kwietnia 2015 |
| 10 | 10 | The Lie        | Timothy Busfield  | Barbie Kligman, Judith McCreary | 3 maja 2015      | 4 maja 2015      |

## Sezon 2 (2016)
| Nr | #  | Tytuł         | Reżyseria          | Scenariusz                              | Premiera ABC         | Premiera AXN         |
| -- | -- | ------------- | ------------------ | --------------------------------------- | -------------------- | -------------------- |
| 11 | 1  | The Fall      | Adam Arkin         | Barbie Kligman                          | 25 września 2016     | 26 września 2016     |
| 12 | 2  | The Husband   | Patrick Norris     | Joe Halpin, Judith McCreary             | 2 października 2016  | 3 października 2016  |
| 13 | 3  | The Liar      | Constantine Makris | Pamela Davis, Noah Nelson               | 16 października 2016 | 10 października 2016 |
| 14 | 4  | The Detective | Rob J. Greenlea    | Chitra Elizabeth Sampath, Andrew Wilder | 23 października 2016 | 17 października 2016 |
| 15 | 5  | The Daughter  | Michael Fields     | Joe Halpin, Barbie Kligman              | 30 października 2016 | 24 października 2016 |
| 16 | 6  | The Parent    | Tommy Lohmann      | Judith McCreary                         | 6 listopada 2016     | 31 października 2016 |
| 17 | 7  | The Statement | J. Miller Tobin    | Pamela Davis                            | 13 listopada 2016    | 7 listopada 2016     |
| 18 | 8  | The Racket    | Nicole Rubio       | Noah Nelson, Chitra Elizabeth Sampath   | 27 listopada 2016    | 14 listopada 2016    |
| 19 | 9  | The Brother   | Liz Friedlander    | Noah Wilder                             | 4 grudnia 2016       | 21 listopada 2016    |
| 20 | 10 | The Truth     | Adam Arkin         | Barbie Kligman, Judith McCreary         | 4 grudnia 2016       | 28 listopada 2016    |